# Vendredi soir
Vendredi soir ist ein französisches Liebesdrama von Claire Denis aus dem Jahr 2002.

## Handlung
Laure hat ihre Wohnung geräumt und wird am nächsten Tag zu ihrem Freund François ziehen. Am Abend will sie mit dem Auto zu ihrer Freundin Marie fahren und mit ihr essen gehen. Auf dem Weg zu Marie gerät sie in einen großen Stau, da im Öffentlichen Personennahverkehr gestreikt wird. Im Radio wird dazu geraten, Menschen, die zu Fuß unterwegs sind, eine Mitfahrgelegenheit anzubieten. So kommt es, dass Laure Jean einen Platz in ihrem Auto anbietet, als er darum bittet. Laure und Jean haben sich noch nie zuvor gesehen und sprechen kaum miteinander. Laure entscheidet sich dennoch, den Abend mit ihm und nicht mit Marie zu verbringen. Sie ruft sie an und sagt ab, wobei sie vorgibt, ihre Wohnung aufgrund des Streiks nicht verlassen zu wollen. Eine Einladung zum Essen nimmt Jean an. Da der Stau anhält, übernimmt er das Steuer und fährt rückwärts aus dem Stau sowie anschließend in eine Laure fremde Gegend. Sie will aussteigen, doch verlässt er den Wagen, da es ihr Fahrzeug sei. Zögernd beginnt Laure, Jean zu suchen, und findet ihn in einer kleinen Kneipe. Beide trinken Kaffee und sie bemerkt, dass er am Automaten Kondome kauft.
Nach dem Verlassen der Kneipe küssen sich beide und bezahlen schließlich ein Hotelzimmer für die Nacht, wo sie miteinander schlafen. Sie essen in einer Pizzeria und kehren ins Hotel zurück. Laure zieht sich ins Bad zurück und reflektiert ihre Lage; kurzzeitig stellt sie sich Jean als den zukünftigen Mann an ihrer Seite vor. Jean wiederum legt sich schlafen und Laure legt sich an seine Seite. Sie findet kaum Schlaf. Als Jean erneut mit ihr schlafen will, weist sie ihn zurück. Kurz darauf verlässt sie das Hotel, wobei sie Jean zum Abschied nicht wecken kann. Sie beginnt im Freien loszulaufen und lächelt schließlich glücklich, als sie in die Nähe ihrer Wohnung kommt.

## Produktion
Vendredi soir beruht auf dem gleichnamigen Roman von Emmanuèle Bernheim, die auch am Drehbuch beteiligt war. Die Dreharbeiten fanden in Paris statt. Die Kostüme schufen Catherine Leterrier und Judy Shrewsbury, die Filmbauten stammen von Katia Wyszkop.
Vendredi soir erlebte am 31. August 2002 im Rahmen der Internationalen Filmfestspiele von Venedig seine Premiere. Am 11. September 2002 lief er in den französischen Kinos an, wo er von rund 123.000 Zuschauern gesehen wurde.

## Auszeichnungen
Bei den Chlotrudis Awards gewann Agnès Godard 2004 den Preis für die Beste Kamera. Claire Denis wurde in der Kategorie Beste Regie für den Preis nominiert.